# クレマンソー (戦艦)
| 画像をアップロード | |
| 艦歴               | |
| 発注:              | ブレスト海軍造船所 |
| 起工:              | 1939年1月17日 |
| 進水:              | 1941年12月 |
| 就役:              | |
| 沈没:              | 1944年8月27日 |
| その後:            | 1948年にスクラップとして解体処分 |
| 除籍:              | |
| 性能諸元（計画値） | |
| 排水量:            | 基準：35,000トン 満載：47,548トン |
| 全長:              | 247.90 m |
| 水線長:            | 242.0 m |
| 全幅:              | 33 m |
| 吃水:              | 9.70 m |
| 機関:              | インドル･スラ式重油専焼水管缶6基 ＋パーソンズ式ギヤード・タービン4基4軸推進 |
| 最大出力:          | 150,000 hp |
| 最大速力:          | 30.0 ノット (56 km/h) |
| 航続距離:          | 14 ノット/8,500 海里（15,740 km） |
| 兵員:              | 士官：70名 兵員：1,550名 |
| 兵装:              | 38cm（45口径）四連装砲2基 15.2cm（52口径）三連装速射砲3基 10cm（45口径）連装高角砲6基 37mm（60口径）連装機関砲8基 13.2mm連装機銃16基 |
| 装甲:              | 舷側：330mm～152mm 甲板：150mm+40mm（機関部）、170mm+40mm（主砲火薬庫）、150mm+50mm（副砲火薬庫） 主砲塔： 430mm（前盾）、300mm（側盾）、250mm（後盾）、195mm（天蓋）、主砲バーベット部：405mm 副砲塔： 110mm（前盾）、70mm（天蓋）、副砲バーベット部：100mm 司令塔：350mm |

クレマンソー（Clemenceau）とはフランス海軍が第二次世界大戦直前にブレスト海軍工廠で建造を開始した軍艦。
1938年度計画で建造予定であったリシュリュー級戦艦で、艦名は政治家であるジョルジュ・クレマンソーに因む。
フランス敗戦によりドイツ軍が鹵獲した。独仏休戦協定によりブレストはナチス・ドイツの占領地域となり、ドイツ海軍が戦利艦として建造を続けた。進水したものの、戦艦として完成することなくハルクとして使用される。1944年8月27日に連合国軍の空襲で沈没した。残骸は浮揚されたのち、解体された。

## 概要
「クレマンソー」は、フランス海軍がリシュリュー級戦艦として計画・建造した超弩級戦艦であるが、第二次世界大戦の戦況により未完成に終わった。
1937年以降になると列強各国の新世代戦艦が大型化する中で、イタリア海軍の35,000トン級主力艦追加建造艦（インペロ、ローマ）やドイツ海軍のビスマルク級戦艦を念頭に建造された。
1938年度予算で承認された3番艦（クレマンソー）や4番艦（ガスコーニュ）および後継艦は、先行艦2隻の問題点を改良したタイプとして設計されている。
1938年（昭和13年）8月23日、「クレマンソー」はブレスト海軍工廠に発注されたが、同造船所では1935年（昭和10年）10月よりネームシップの「リシュリュー」を建造しており、まだ進水していなかった。1939年（昭和14年）1月17日、ブレスト海軍工廠で「リシュリュー」が進水すると、同日付で「クレマンソー」が起工された。乾ドックに龍骨が据えつけられ、本格的建造がはじまる。
10パーセント完成状態で同年9月1日の第二次世界大戦勃発をむかえた。ブレストでは「リシュリュー」の艤装を急ぎ、完成まで時間のかかる「クレマンソー」の工事は遅れ気味となった。1940年（昭和15年）5月、ドイツ軍の西部戦線進撃によりフランス軍を含め連合国軍は敗北し、イギリス軍はダイナモ作戦により撤退した。ブレストは侵攻してきたドイツ陸軍により占領された。
「リシュリュー」は完成直前で、主要艤装工事を終えた状態でダカールへ脱出したが、建造中の「クレマンソー」は鹵獲されてしまう。
独仏休戦協定によりブレストはドイツ占領地域に指定され、引き続きドイツ軍が利用した。
ドイツ海軍は「クレマンソー」を「Schlachtschiff R」と呼称した。ブレストはシャルンホルスト級戦艦、アドミラル・ヒッパー級重巡洋艦などの整備修理施設や、Uボート基地として整備される。ドイツ軍はドックを空けるために本艦の建造を続行した。当時のイギリス軍は「シャルンホルスト」と「グナイゼナウ」の修理を妨害するため、執拗にブレストへの空襲を敢行していたのである。
このような状況下、「クレマンソー（Schlachtschiff R）」は1941年（昭和16年）12月に進水したという。
ドイツ海軍は自力航行できない本艦（ハルク）の甲板上に対空火器を搭載し、浮き砲台として使用した。また宿泊艦としても利用されたという。
シャルンホルスト級戦艦は1942年（昭和17年）2月中旬のツェルベルス作戦により、ブレストを去った。戦局の悪化した1944年（昭和19年）6月から本艦はブレスト停泊地出入り口の閉塞船として使用され、同年8月27日にイギリス空軍の爆撃機の空襲を受けて撃沈された。同大戦終結後の1948年以降、サルベージされたのちスクラップになった。

## 艦形

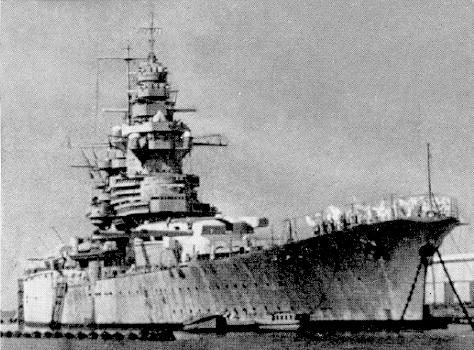
艦首方向から撮られた竣工当時の1番艦「リシュリュー」。

リシュリュー級戦艦は、対抗艦種として同世代の14インチ砲～15インチ砲を搭載した35,000トン級戦艦を想定している。
1936年から1937年にかけて日本海軍が18インチ砲（46センチ砲）もしくは20インチ～21インチ砲搭載の巨大戦艦を建造するという噂もあったが、ヨーロッパ各国は第二次ロンドン海軍軍縮条約や英独海軍協定にのっとり35,000トン級のビスマルク級戦艦、ヴィットリオ・ヴェネト級戦艦、キング・ジョージ5世級戦艦を建造していた。
1938年になると日本海軍がポケット戦艦（12インチ砲、16,000トン、30ノット以上）を建造するという噂が流れ、アメリカ海軍が18インチ砲搭載45,000トン戦艦の建造を仄めかしたりしたが、フランスは従来路線を維持した。同年7月には、軍縮条約の改定により艦型を45,000トンまで引き上げることが可能になった。
船体形状はフランス近代高速戦艦伝統の中央楼型船体で、水面から艦首の甲板までの乾舷は高く、凌波性能が高いことをうかがわせる。本艦の構造を前方から記述すると、軽くシア（反り返り）の付いた艦首甲板に続き、本艦から搭載されることとなった新設計の「1935年型 正38cm（45口径）砲」を四連装砲塔に納めた。この1番・2番主砲塔を間隔をあけて2基搭載し、2番主砲塔の基部からは、中央楼が設けられて甲板一段分高くなっていた。主砲塔群の背後に塔型艦橋が立ち、艦橋の前部に対空火器として「1930年型 10cm（50口径）高角砲」が設置された。この砲は、防楯の付いた連装砲架に搭載されており、これを並列として1番・2番高角砲2基が配置された。高角砲の上方には司令塔を組み込んだ操舵艦橋があり、その背後に戦闘艦橋が上方へと伸びる。戦闘艦橋の頂部には、世界的に見ても大型の13.5 m主砲用測距儀1基を備える。さらにこの上に8m副砲用測距儀1基が配置され、これらは独立してスリップリングにより別方向に旋回できた。測距儀上には、前部射撃指揮所が載る。

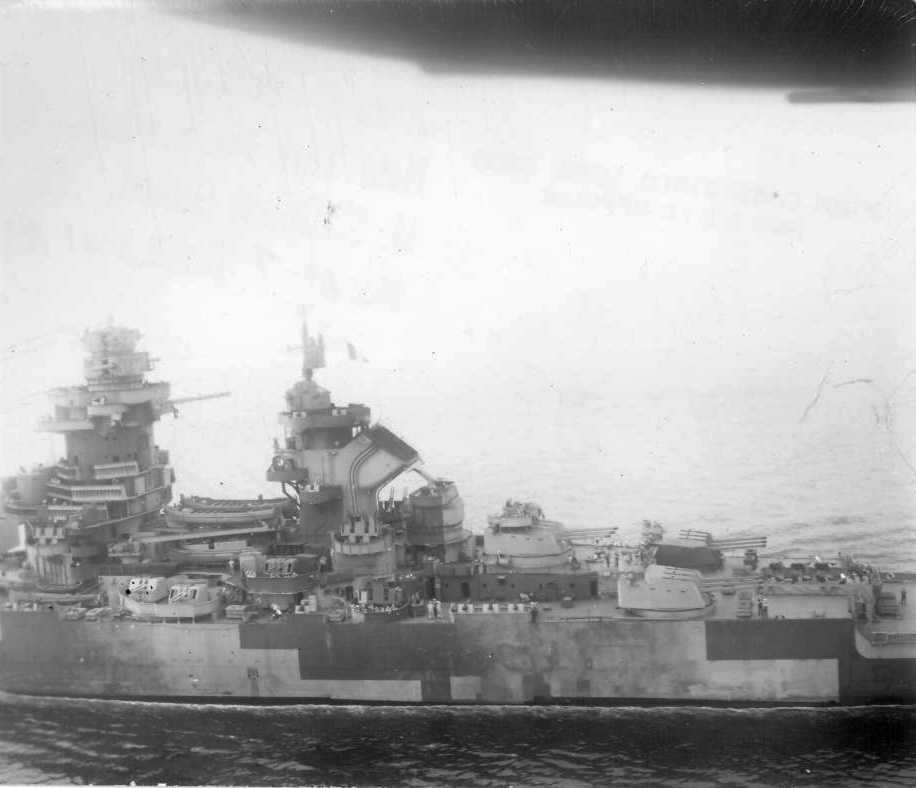
1943年に撮られた完工後の「リシュリュー」の艦後部。特徴的なマック型煙突が良く判る写真。副砲塔と高角砲の配置以外の構成は本艦と同一である。

艦橋周辺の上部甲板は、主砲からの爆風を比較的受けにくいために艦載艇置き場となっていた。これらの艦載艇は、塔型艦橋の基部に片舷1基ずつ計2基付いたデリック・アームにより運用された。水面上の艦載艇は艦橋の側面まで吊り上げられ、左右の甲板上に斜めに延びたレールに載せられて舷側甲板上に並べられるか、艦橋と煙突の間の艦載艇置き場に並べられた。舷側甲板上には副砲の「1936年型 15.2cm（55口径）速射砲」を三連装砲塔に収めて1番・2番副砲塔として片舷に1基ずつ配置された。その後方に、10cm連装高角砲が片舷2基ずつ配置された。砲の配置は直列であった。
後部マストと煙突は融合され、現代で言う「マック（MACK）」となっている。煙路は甲板内で集合され、機関から発生した燃焼煙は、直立した箱型煙突から、後方へ斜め45度傾けて後方に排出される。煙突の上部には後部司令塔と後部射撃指揮装置が載り、その上に単脚式のマストが搭載された。後部甲板上には8m副砲用測距儀があり、この下に3番・4番副砲塔が背負い式配置で搭載された。この武装配置により、艦首方向に最大で38cm砲8門・15.2cm砲6門・10cm砲4門、舷側方向に最大で38cm砲8門・15.2cm砲9門・10cm砲6門、艦尾方向に最大で15.2cm砲12門・10cm砲4門が指向できた。後背よりも前方、側方に主砲火力を集中する形式である。

## 武装

### 主砲

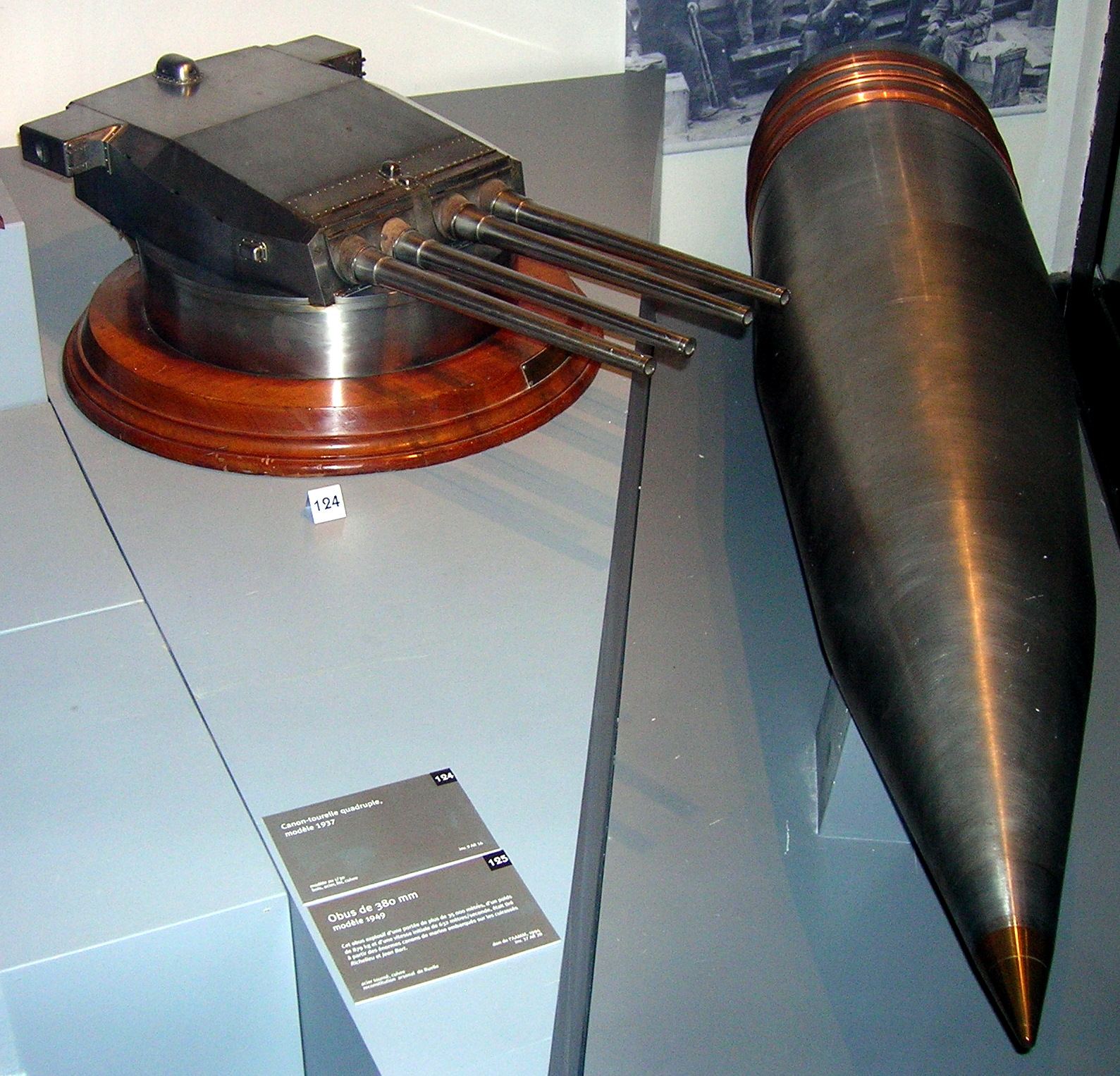
38cm（45口径）四連装砲のモデルと38cm砲弾。

主砲はリシュリュー級より引き続き「1935年型 正38cm（45口径）砲」を採用した。その性能は重量884 kgの砲弾を最大仰角35度で41,700mまで届かせることができた。この砲を4連装砲塔に収めた。俯仰能力は仰角35度、俯角5度である。旋回角度は船体首尾線方向を0度として1番砲塔当が左右150度、2番主砲塔が左右156度の旋回角度を持つ。主砲身の俯仰・砲塔の旋回・砲弾の揚弾・装填は主に電力で行われ、補助に人力を必要とした。発射速度は毎分2.2発である。主砲配置は砲塔2基を前甲板に集中配置する方式を採っている。
本艦の砲威力は、第二次世界大戦での主要な砲戦の行われた射距離2万m台ならば舷側装甲393mmを易々と貫通する。優秀な火力を持つ艦砲であり、この砲の前に枢軸国陣営の戦艦の防護力を比較するならば、大和型以外には耐えられる防御を持つ戦艦が存在しない。

### 副砲・高角砲、その他の備砲
副砲はリシュリュー級より引き継ぐ「1936年型 15.2cm（55口径）速射砲」を採用した。この砲は同海軍の軽巡洋艦「エミール・ベルタン」や「ラ・ガリソニエール級」の主砲にも採用されている優秀砲である。その性能は重量54～58.8 kgの砲弾を最大仰角45度で26,960 mまで届かせることができた。この砲を3連装砲塔に収めた。俯仰能力は仰角75度、俯角8.5度である。砲は、砲弾を装填するにあたって、あまりに砲身を急角度に傾けると装填が難しくなるため、砲身を装填に適した角度へ戻す必要がある。これを装填角度と呼ぶ。本砲の装填角度は俯角5度から仰角15度の間であった。砲塔は船体首尾線方向を0度として左右150度の旋回角度を持っていた。主砲身の俯仰・砲塔の旋回・砲弾の揚弾・装填は主に電力で行われ、補助に人力を必要とした。発射速度は毎分5～8発である。

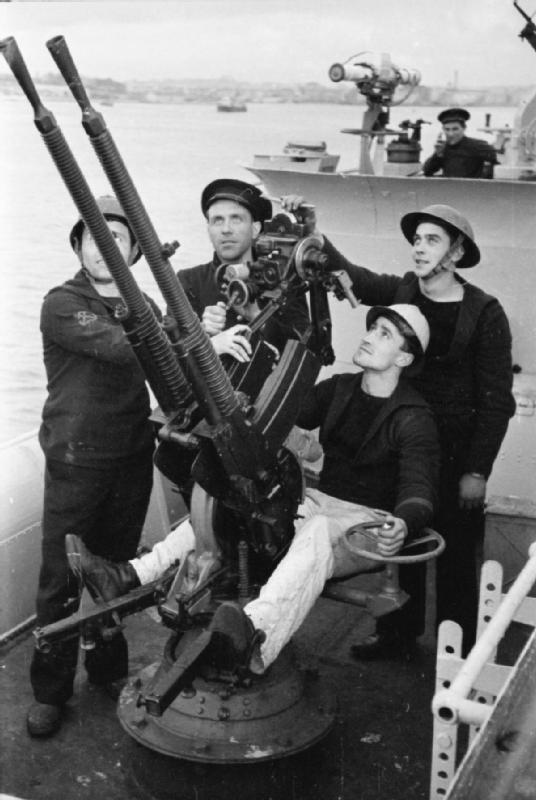
13.2mm連装機銃の写真。

高角砲は前級に引き続き「1930年型 10cm（50口径）高角砲」を採用した。この砲は、13.5kgの砲弾を仰角45度で15,900 m、また14.2kgの対空榴弾を最大仰角80度で高度10,000mまで到達させた。旋回と俯仰は電動と人力で行われ、左右方向に80度旋回でき、俯仰は仰角80度、俯角10度であった。発射速度は毎分10発だった。前級では片舷3基ずつの6基であったが、本型では片舷4基の計8基16門であった。
他に高角砲の射界をカバーする役割として「1925年型37mm（50口径）機関砲」を連装砲架で4基、他に近接火器として「1929年型 13.2mm（50口径）機銃」を連装砲架で16基装備した。

## 防御

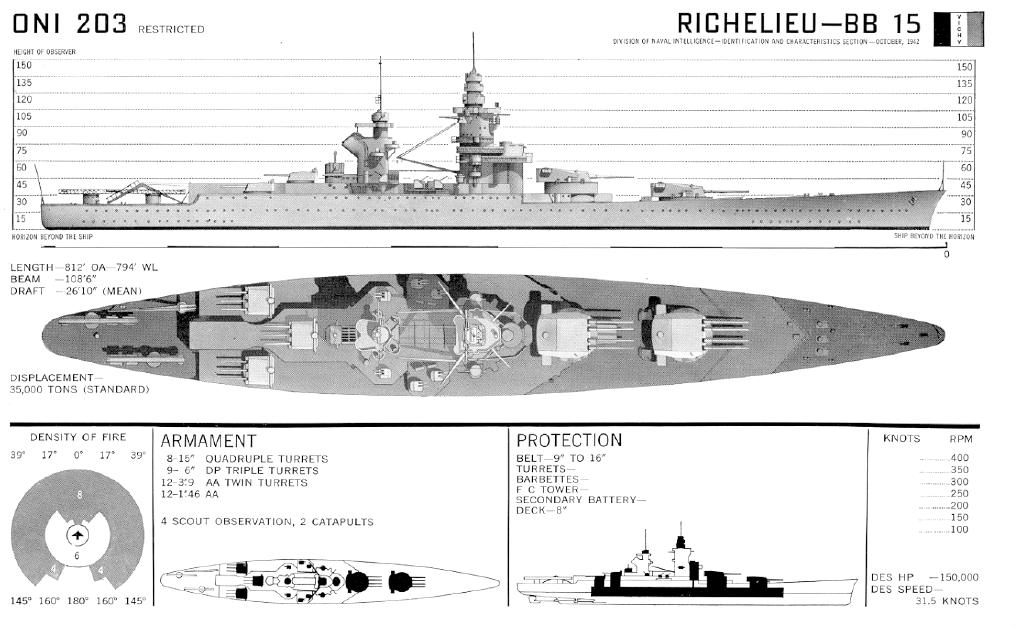
1番艦「リシュリュー」の武装・装甲配置図。副砲塔配置以外は本艦と同性能であった。

本級の特徴としては高度な重量計算と技術能力により、手堅い防御力を与えられている。前述の四連装砲の採用により、浮いた重量を防御装甲に回した結果、舷側装甲は列強新戦艦の中では厚い部類に入る330mm装甲を与えられた。この装甲は15度傾斜して艦体に貼られ、水平防御も150mmから170mm装甲が敷かれた。その防御力はビスマルク級戦艦の有する攻撃力に対し、射距離25,000m～35000mまでの間ならば、主要装甲部は無事というものである。

## 機関
機関配置はフランス近代戦艦伝統のシフト配置である。機関は前級のリシュリュー級と変わりなく、インドル式水管缶6基とパーソンズ式ギヤード・タービン4基4軸を組み合わせた。最大出力は150,000hpで、計画速力は30ノットであった。航続性能は速力10ノットで10,000海里、20ノットで7,750海里航行できると設計された。なお、フランス海軍は、機関性能を他国よりも堅実に見積もる傾向があり、完工後の運用で計画時の能力を上回ることが多かった。